# Mikael Håfström
Jan Mikael Håfström (Lund, 1 juli 1960) is een Zweeds scenarioschrijver en regisseur.

## Biografie
Håfström regisseerde in 2007 de Amerikaanse horrorfilm 1408 gebaseerd op de gelijknamige roman van Stephen King.
In 2011 regisseerde hij de thriller The Rite, welke is gebaseerd op een roman van Matt Baglio.

## Filmografie

### Films
| Jaar | Titel          | Functie                 | Originele titel |
| ---- | -------------- | ----------------------- | --------------- |
| 1995 | Vendetta       | regisseur               |                 |
| 2001 | Days Like This | schrijver, regisseur    | Leva Livet      |
| 2003 | Kopps          | co-schrijver            |                 |
| 2003 | Evil           | regisseur, co-schrijver | Ondskan         |
| 2004 | Drowning Ghost | regisseur, schrijver    | Strandvaskaren  |
| 2005 | Derailed       | regisseur               |                 |
| 2007 | 1408           | regisseur               |                 |
| 2010 | Shanghai       | regisseur               |                 |
| 2011 | The Rite       | regisseur               |                 |
| 2013 | Escape Plan    | regisseur               |                 |

### Televisie
| Jaar | Titel                       | Functie              |
| ---- | --------------------------- | -------------------- |
| 1989 | Terrorns Finger             | regisseur            |
| 1992 | Hassel: De Giriga           | regisseur, schrijver |
| 1992 | Botgörarna                  | regisseur, schrijver |
| 1996 | Skuggornas Hus              | regisseur            |
| 1997 | Chock 1: The Angel of Death | regisseur            |
| 1997 | Chock 2: Kött               | schrijver            |
| 1999 | Sjätte Dagen                | schrijver            |